# Vivar-Kanal

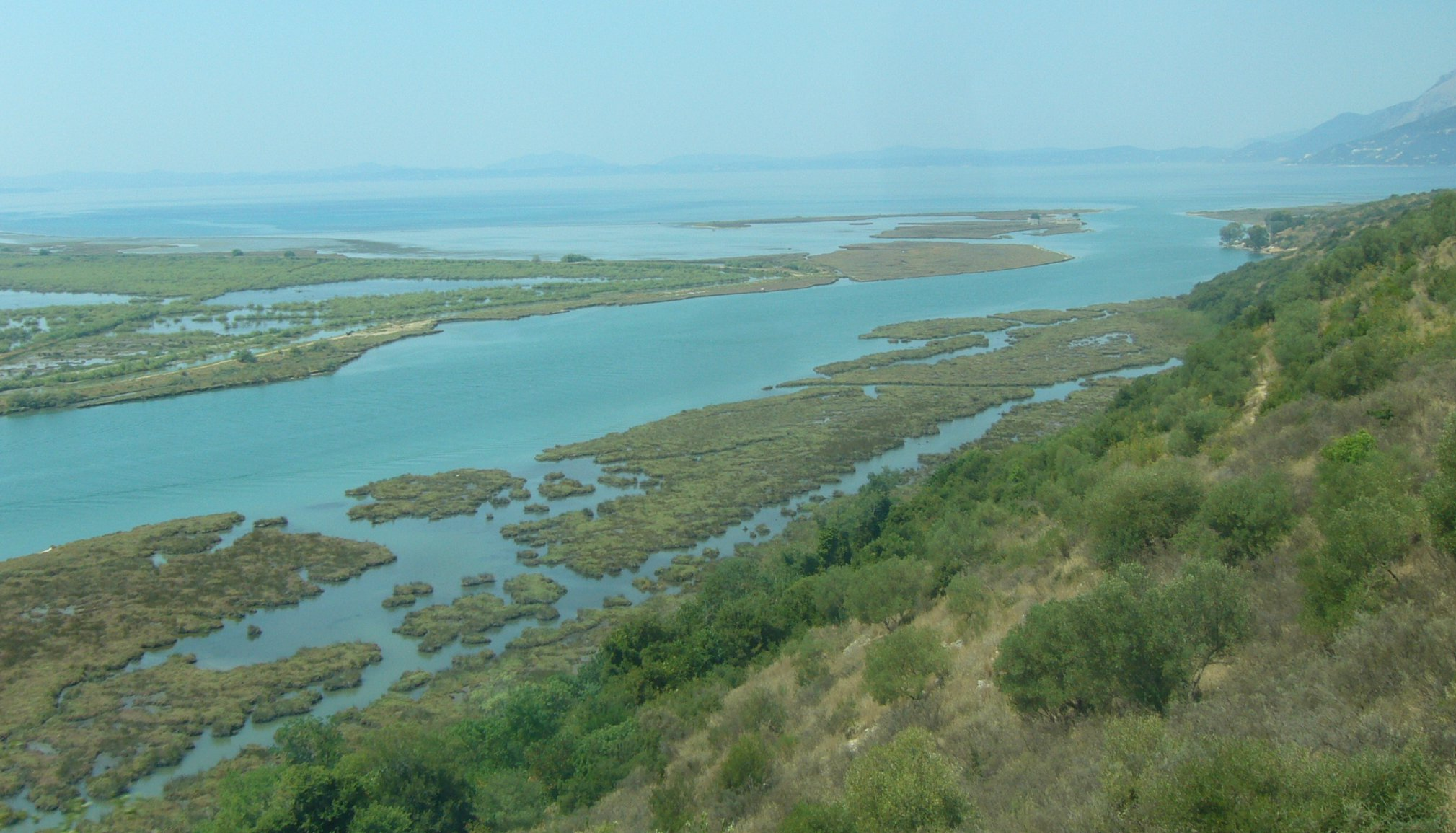
Mündungsbereich des Kanals

Der Vivar-Kanal ist eine Wasserstraße im äußersten Süden Albaniens. Sie verbindet den Butrintsee, eine Salzwasser-Lagune, mit dem Ionischen Meer. Es handelt sich um ein natürliches Gewässer, das sich von der Bronzezeit (2000–1500 v. Chr.) bis zum Mittelalter zu seiner heutigen Form entwickelt hat. Hatte sich am Ende der letzten Eiszeit durch den Anstieg des Meeresspiegels zunächst eine große Bucht mit breitem Zugang zum Meer gebildet, verlandete deren südlicher Teil völlig und auch die Verbindung zum Meer reduzierte sich auf den schmalen Kanal.
Der etwa 2,5 Kilometer lange und 100 Meter breite Kanal verläuft ungefähr in ost-westlicher Richtung. Der Ausgang aus dem See liegt bei einer kleinen Halbinsel, auf der sich die Ruinen der antiken Stadt Butrint befinden. Die Mündung ins Meer ist an der Straße von Korfu, der schmalen Meerenge, die die griechische Insel vom Festland trennt. Das südliche Ufer und der Osten des Nordufers sind Teil des Butrint-Nationalparks. Salzwassersümpfe und Nasswiesen rund um den Kanal sind ein bedeutendes Vogel-Refugium.

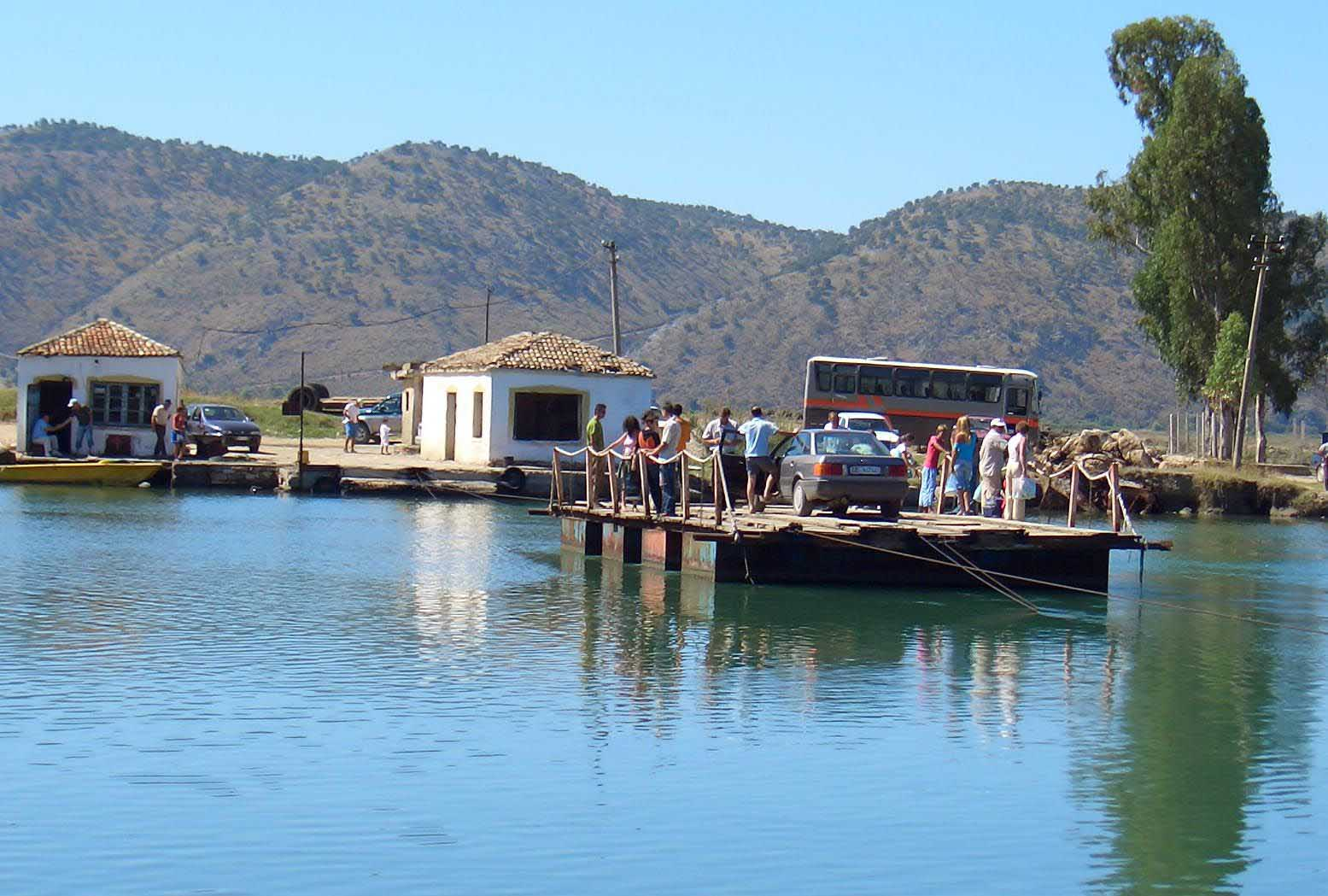
Die Fähre über den Kanal

Der Kanal kann nur mit einer bei Butrint verkehrenden Fähre überquert werden. Sie verbindet das lokale Zentrum Saranda im Norden mit den wenigen albanischen Orten südlich des Kanals, unter anderem auch Konispol, wo es einen Grenzübergang nach Griechenland gibt.

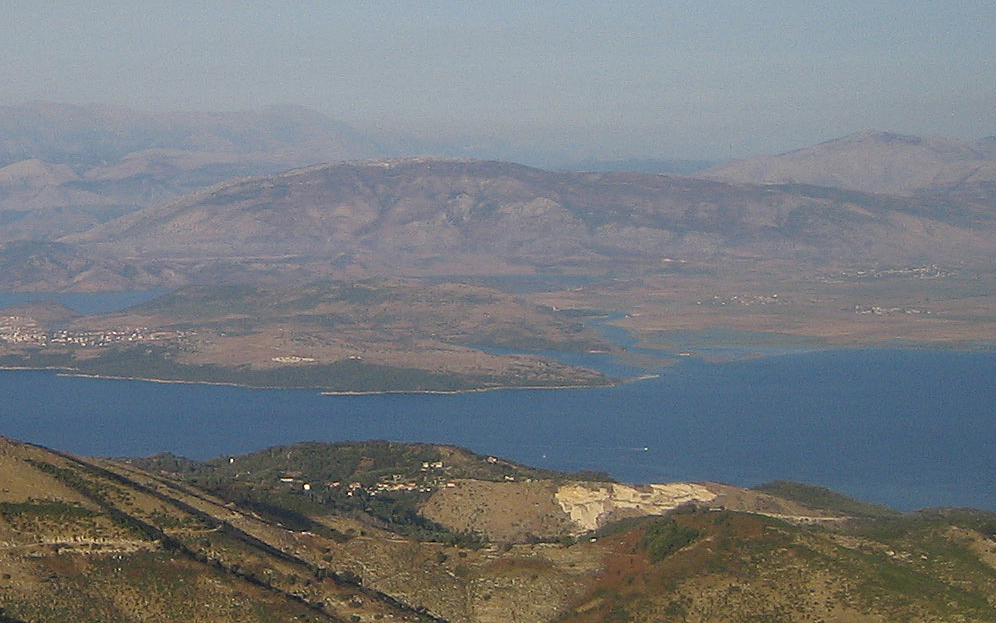
Vivari-Kanal und südlich anschließende Vrina-Ebene von Korfu gesehen

Von der Antike bis zum Beginn des 19. Jahrhunderts war der Vivar-Kanal von strategischer Bedeutung. Zum einen bildete er an der Südseite den natürlichen Schutz Butrints, zum anderen ermöglichte er die Einfahrt von Schiffen in den See, wo der geschützte Hafen der antiken Stadt angelegt worden war. Der Kanal ließ sich für feindliche Schiffe leicht sperren. Im 5. Jahrhundert v. Chr. hatten die Korfioten Butrint und den Vivar-Kanal unter ihrer Kontrolle. In hellenistischer Zeit konnten die Buthroten ihre Autonomie festigen und die Hafeneinfahrt selbst beherrschen. Unter der Römerherrschaft waren die Zeiten friedlich und der Hafen diente nur zivilen Zwecken. In augusteischer Zeit wurde ein Aquädukt errichtet, der den Kanal überquerte und von Süden Wasser in die Stadt führte. Am Südufer des Kanals wurde eine große villa rustica errichtet. Im Mittelalter befestigten die Byzantiner die Einfahrt erneut. Seit dem 11. Jahrhundert war die Gegend zwischen Normannen, Byzantinern, lokalen Machthabern und der Republik Venedig vielfach umkämpft. Am Südufer des Kanals wurde ein kleines Kastell, später am Nordufer von den Venezianern noch ein Wachturm errichtet. Die kleine Festung des Ali Pascha liegt direkt an der Mündung des Kanals und sicherte einst nicht nur die strategische Lage, sondern auch die reichen Fischgründe.